# استرایباگ

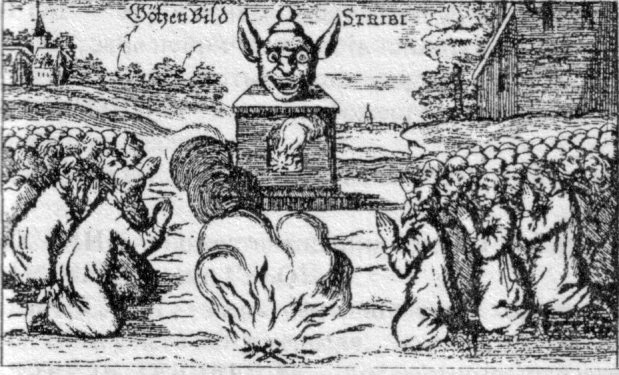
پرستش استریبوگ (جورج آندریاس شلئوزینگ، دین باستانی و مدرن مسکوویان. آمستردام، 1698)

استرایباگ (به لهستانی: Strzybóg) در اساطیر اسلاو ایزد بادها، آسمان و هوا است. بر طبق روایات او را جد یا پدربزرگ بادها از هشت جهت بر می‌شمردند. استرایباگ که ریشهٔ اسلاوی نام او را «Stri» به معنی باد می‌دانند، در بیشتر آیین‌های کافرکیشی اسلاو ایزد ارواح باد و داژبوگ و خورس ایزدان خورشید هستند. شواهد مربوط به استرایباگ در بهترین حالت مبهم‌اند. در قطعه‌ای از کتاب حماسی سرود سپاهیان میزبان ایگور در قرن دوازدهم، در توصیف حملهٔ قبچاق‌ها به سپاهیان ایگور درباره او آمده است: بادها، نوادگان استرایباگ، از سمت دریا با بارانی از پیکان‌ها بر سپاهیان شجاع ایگور می‌وزند. استرایباگ همچنین همراه با ژاریلو حامی و پشتیبان وسنا هستند. او به عنوان ایزد بادها برای وسنا هر سال بهار را به ارمغان می‌آورد.
استرایباگ برخی مواقع به شکل پیر مردی تصویر می‌شد که شیپور جنگ در دست دارد. او به وسیلهٔ شیپورش بادها یا نوادگان خود را بیدار می‌نمود. بدلیل این ویژگی بسیاری از فرماندهان ارتش با استرایباگ مرتبط بودند. او را به خصوص در روس کیف و اسلاو شرقی پرستش می‌کردند. در کتاب تاریخی «Pověstĭ Vremęnĭnyhŭ Lětŭ» اشاره شده است که تندیس استرایباگ در کی‌یف توسط ولادیمیر کبیر در کنار مجسمه‌های ایزدان بزرگی همچون پرون، داژبوگ، موکوش و خورس ساخته شده بود.